# 賴傳湘
賴傳湘（1904年—1941年9月），字鎮之，籍贯江西省南康縣，中華民國軍人，官至中將。他為中国抗日战争期間陣亡的中國軍方高級將領之一。

《抗戰軍人忠烈錄》（第一輯）中的賴傳湘烈士遺像

## 生平
1925年8月，基礎教育完備的賴傳湘投考黃埔軍校，是為第四期，1926年12月參加國民革命軍北伐。1927年5月因寧漢分裂跟隨蔣中正校長辭職，7月復職。
1928年－1935年，再隨國民革命軍參加第一階段國共內戰，閩變戰爭，中原大戰等等重要戰役。1936年國共合作後，曾進修於中央軍校高教班。
1937年，七七事變爆發，抗日戰爭期間，他因參與淞沪会战，武寧戰役，通山及通城戰役頗有戰功，於1941年5月調升190師副師長官拜中將。同年9月，湘北二次會戰，死守長沙時壯烈犧牲，年37歲。1942年6月22日，中華民國政府特以1478號褒揚令明令褒揚。